# Arduino Due
Arduino Due je v informatice název malého jednodeskového počítače založeného na mikrokontrolerech ATmega od firmy Atmel. Je další verze arduina Mega, běží však na výkonnějším čipu, oproti ostatním má místo 8bitového jádra 32bitové jádro, deska vlastní dva microUSB konektory (jeden pro programování, druhý pro připojení dalších zařízení).

## Technické informace
| Mikroprocesor                    | AT91SAM3X8E              |
| Provozní napětí (logická úroveň) | 3.3V                     |
| Vstupní napětí (doporučeno)      | 7-12V                    |
| Počet digitálních I/O pinů       | 54 pinů, z toho 12 s PWM |
| Počet analogových vstupů         | 12 pinů                  |
| Proudové zatížení na 1 pin       | 130 mA                   |
| Flash paměť                      | 512 KB                   |
| SRAM                             | 96 KB                    |
| Rychlost hodin                   | 84 MHz                   |
| Výška                            | 101.52 mm                |
| Šířka                            | 53.3 mm                  |
| Váha                             | 36 g                     |